# Marien Ramírez
Marien Ramírez es una deportista mexicana que compitió en taekwondo. Ganó una medalla de bronce en los Juegos Panamericanos de 2003 en la categoría de –67 kg.

## Palmarés internacional
| Juegos Panamericanos | Juegos Panamericanos            | Juegos Panamericanos | Juegos Panamericanos |
| Año                  | Lugar                           | Medalla              | Categoría            |
| -------------------- | ------------------------------- | -------------------- | -------------------- |
| 2003                 | Santo Domingo (Rep. Dominicana) | Medalla de bronce    | –67 kg               |